# Орлов Юрій Дмитрович
Юрій Дмитрович Орлов (рос. Юрий Дмитриевич Орлов; нар. 2 квітня 1939, Донський, Донський район, Тульська область, РРФСР — пом. 22 квітня 2006, Дніпродзержинськ, Дніпропетровська область, Україна) — радянський футболіст та тренер українського походження, виступав на позиції нападника.

## Кар'єра гравця
Футбольну кар'єру розпочав 1957 року в клубі «Мосбас» (Сталіногорськ), який надалі виступав під назвою «Труд» і «Шахтар». У 1961 році став гравцем «Хіміку» (Дніпродзержинськ), який змінив назву на «Дністровець». У 1963 році захищав кольори військового клубу СКА (Київ). З 1963 по 1965 рік виступав за «Старт» (Чугуїв). У 1966 році повернувся в «Дніпровець» (Дніпродзержинськ). У 1968 році завершив кар'єру в складі «Авангарду» (Вільногірськ).

## Кар'єра тренера
По завершенні кар'єри гравця розпочав тренерську діяльність. У 1978 році разом з Геннадієм Шмуригіним очолив дніпродзержинський «Металург». Потім працював у дніпродзержинському клубі на різних посадах — технічним директором та помічником. З 9 серпня 1981 року по 20 жовтня 1981 року знову керував «Металургом». Потім протягом багатьох років навчав дітей у спортивній школі.
22 квітня 2006 року помер у Дніпродзержинську у віці 67 років.

## Досягнення

### Як тренера
«Металург» (Дніпродзержинськ)
- Чемпіонат УРСР серед аматорів
  -  Чемпіон (1): 1978